# مهاجر لیمویی
مهاجر لیمویی (نام علمی: Catopsilia pomona) در سرده پروانه‌های مهاجر و تیره کاهی‌بالان قرار دارد.

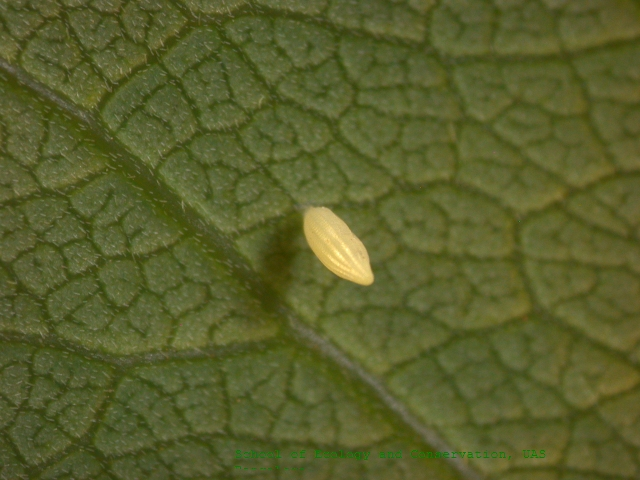
تخم

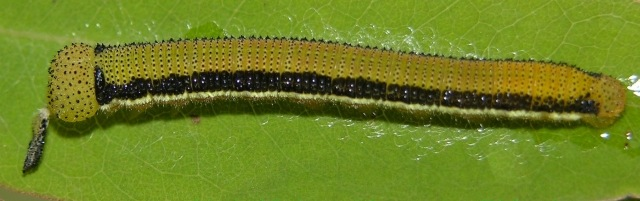
کرم

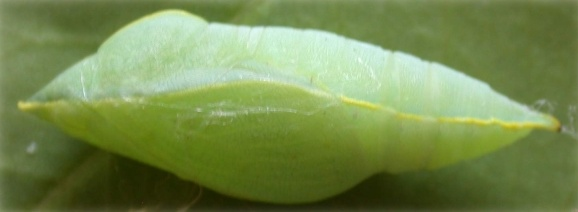
پیله

این گونه در سال ۱۷۷۵ میلادی توصیف علمی شد. این گونه در مناطقی از آسیا و استرالیا دیده شده‌است.

## نگارخانه

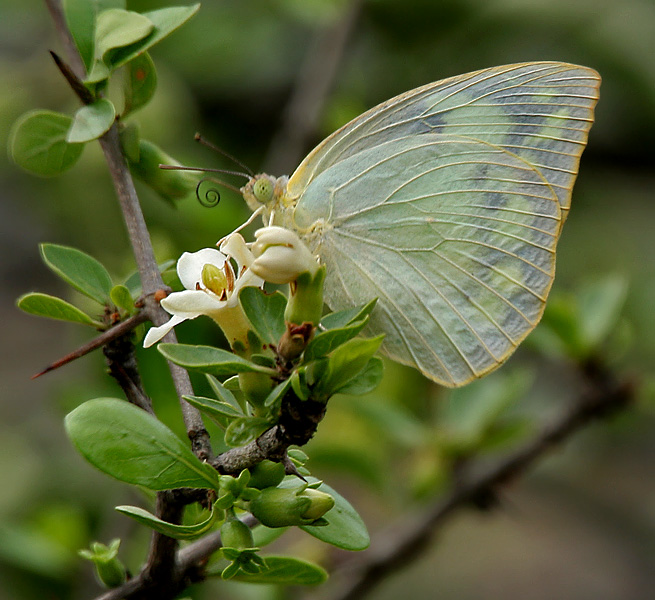
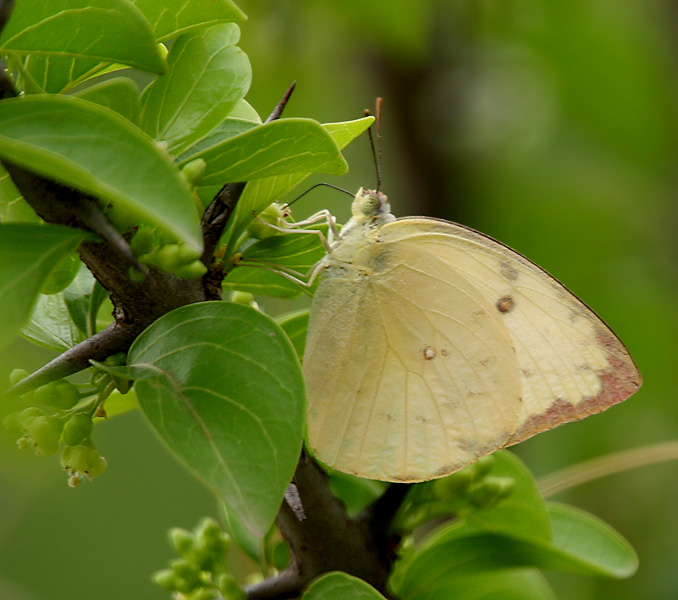
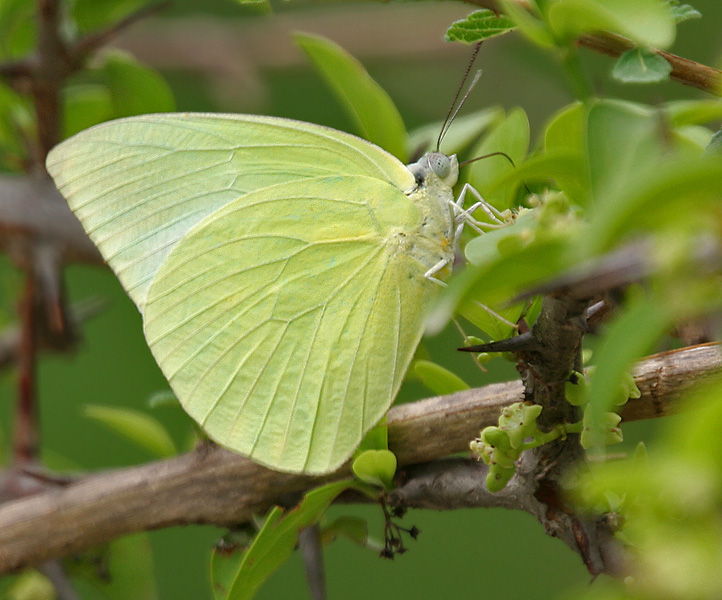
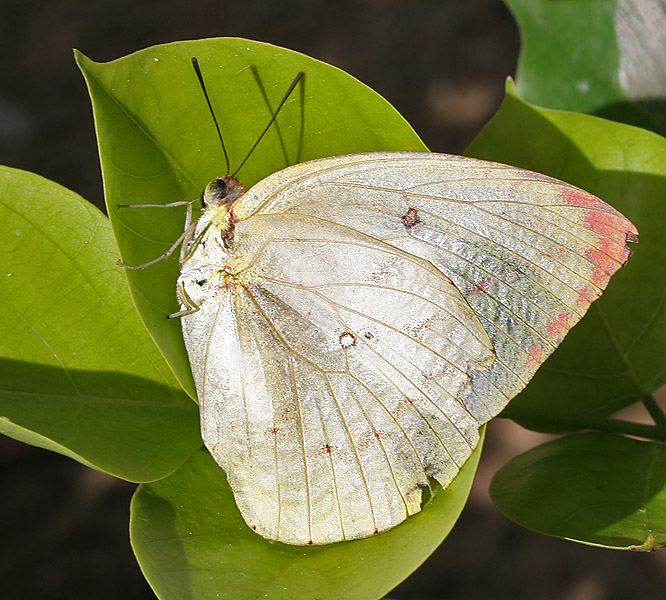
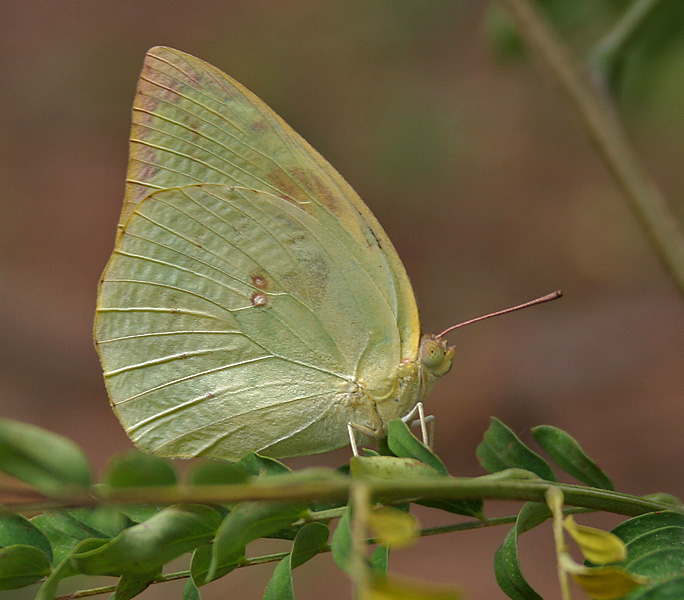
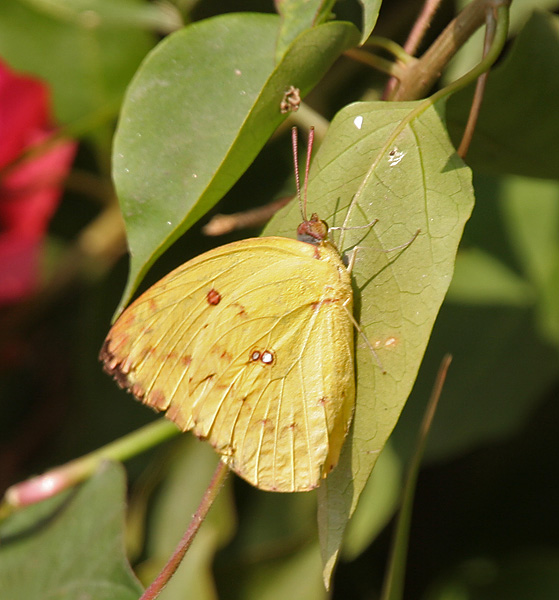
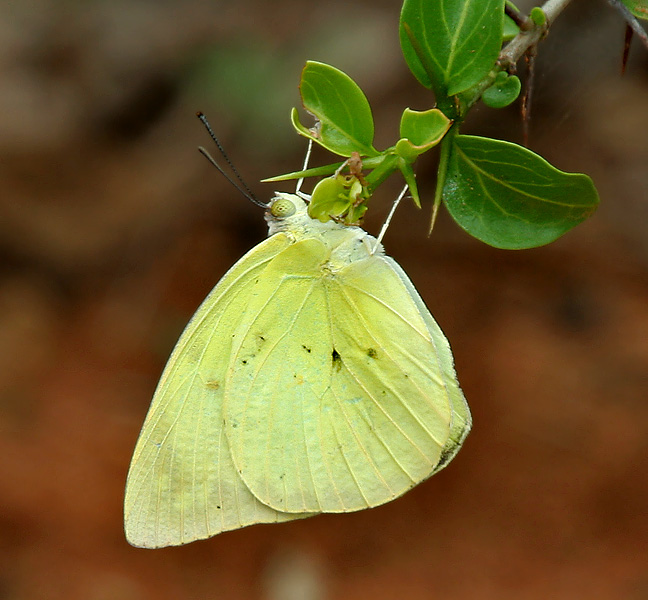
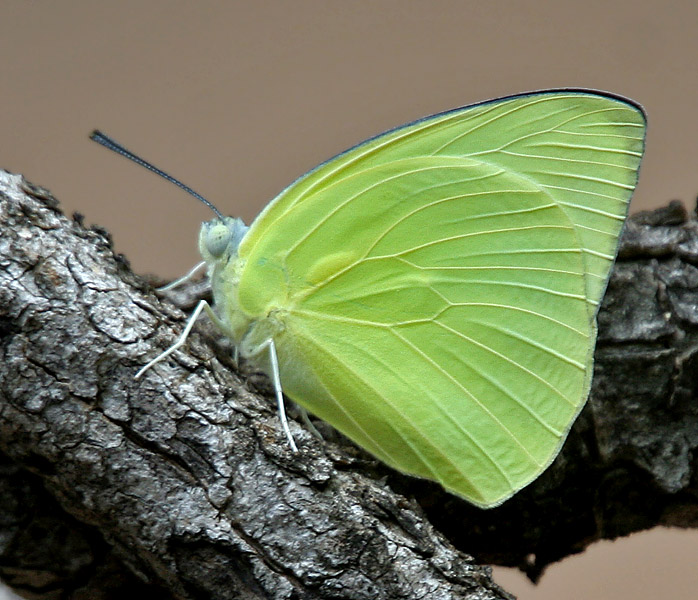
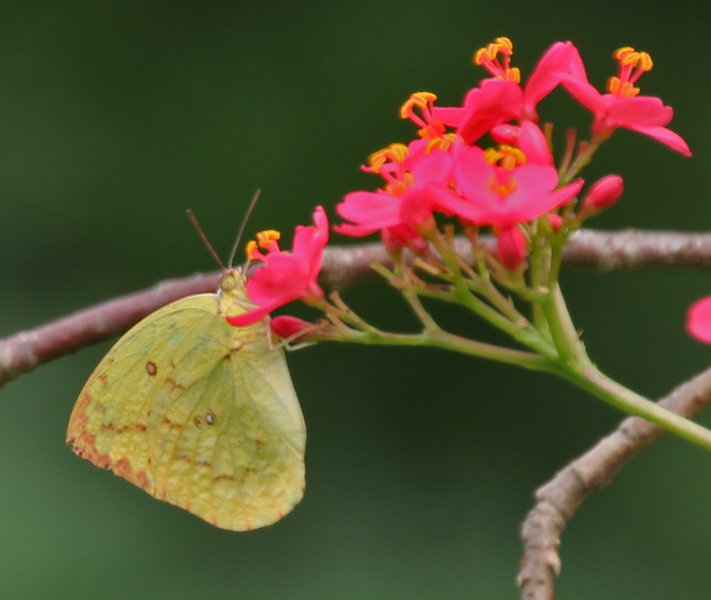
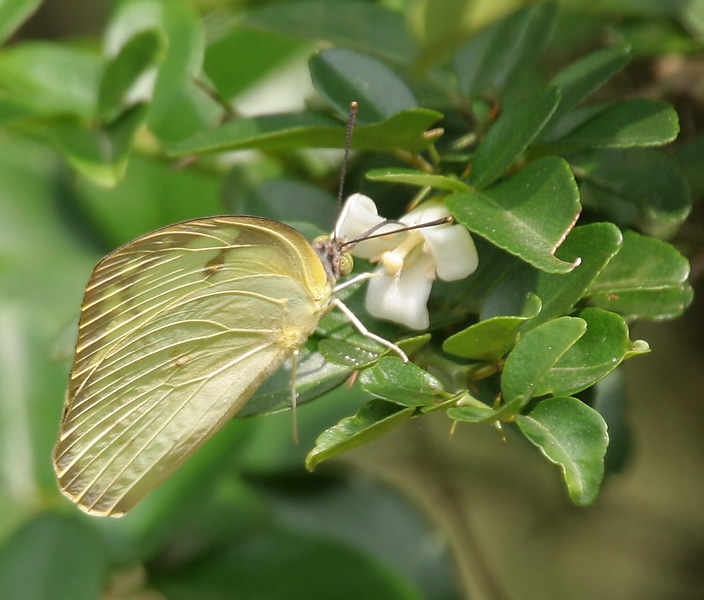
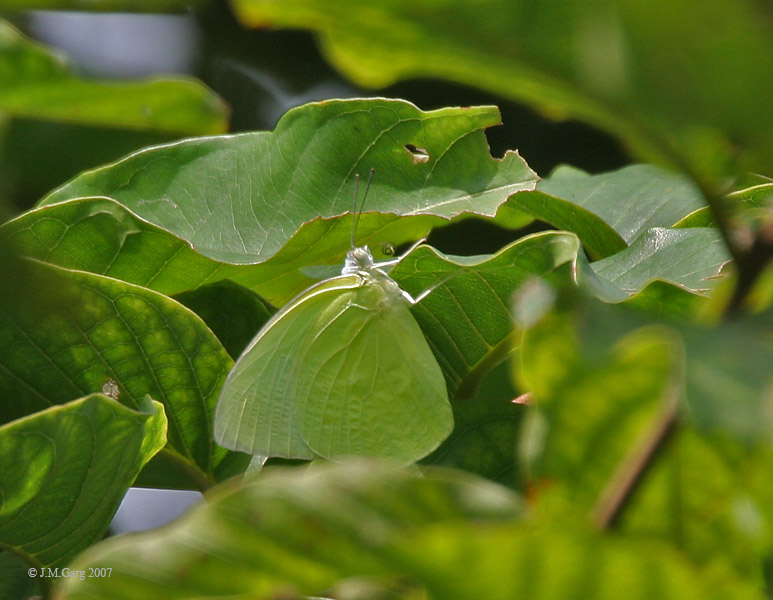
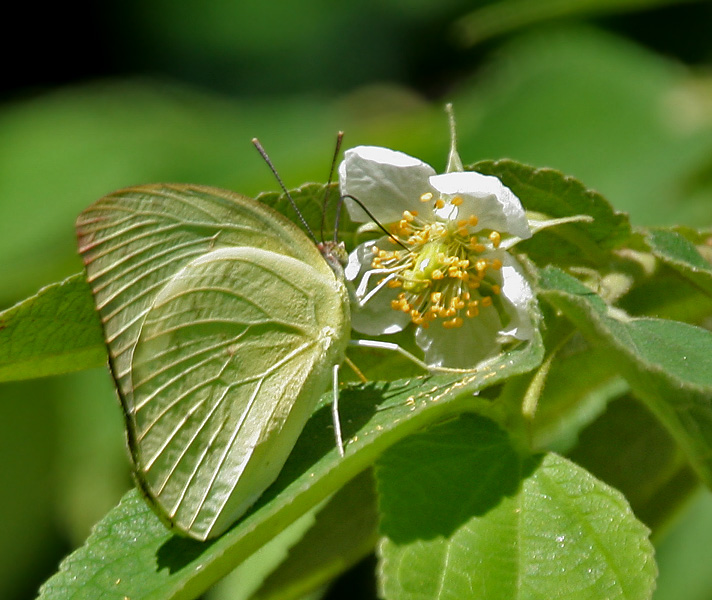
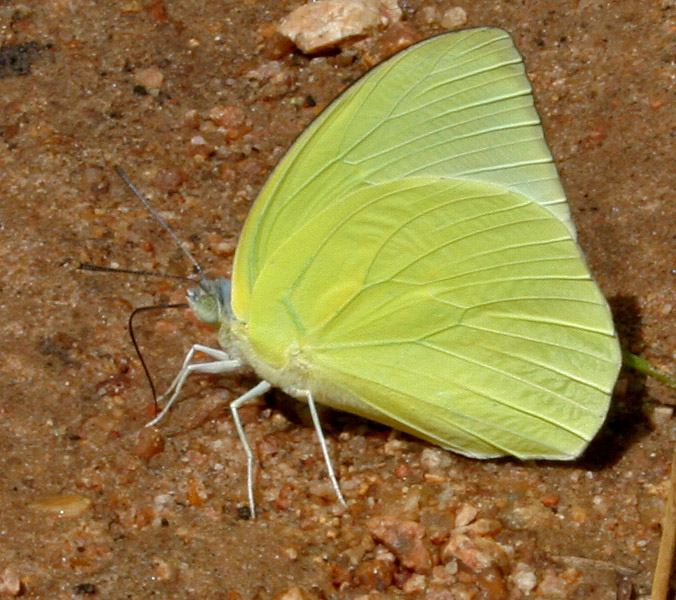
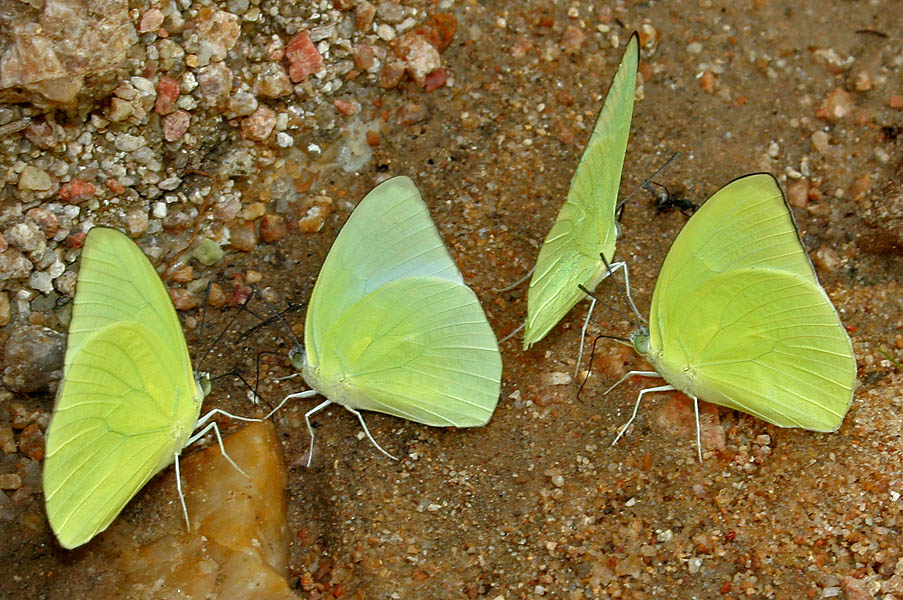
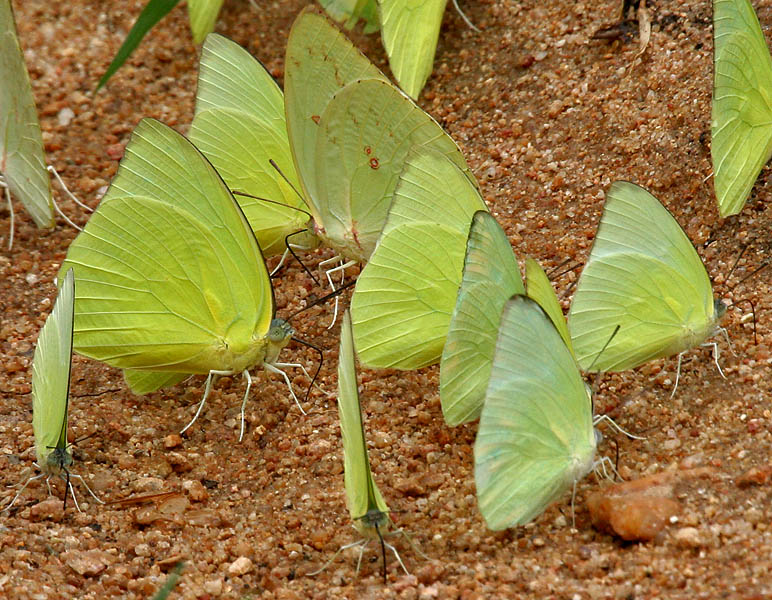
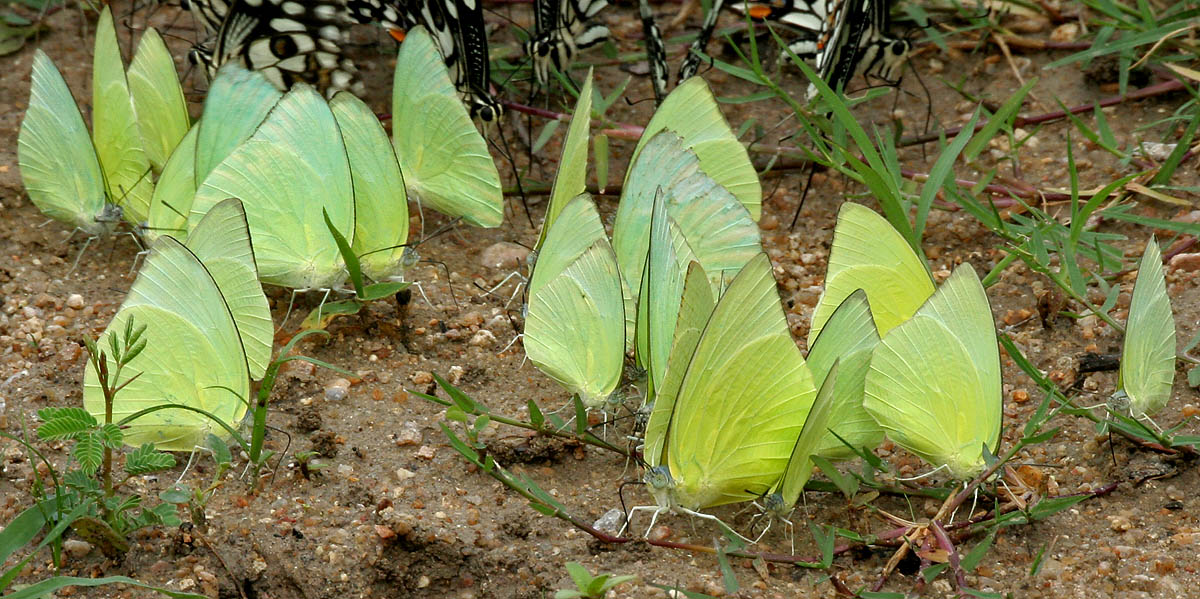
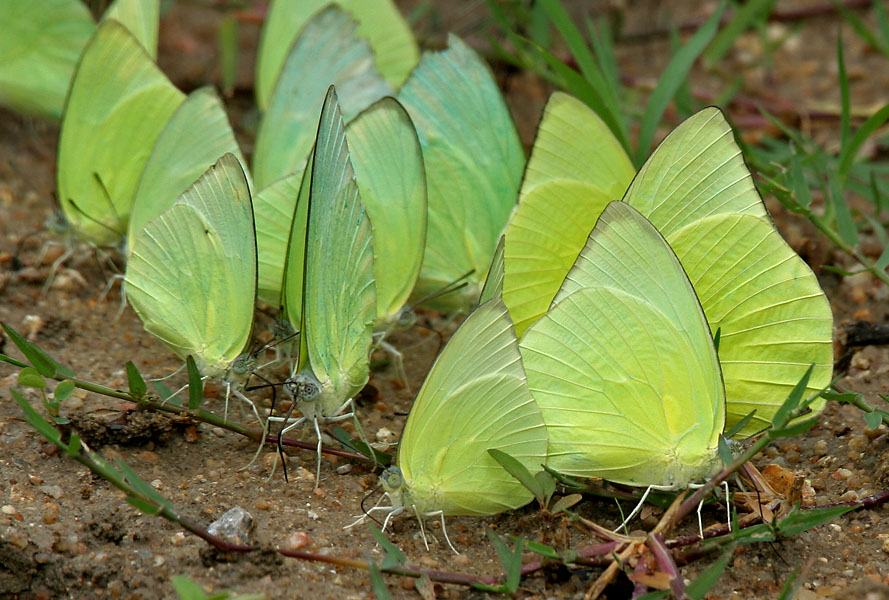
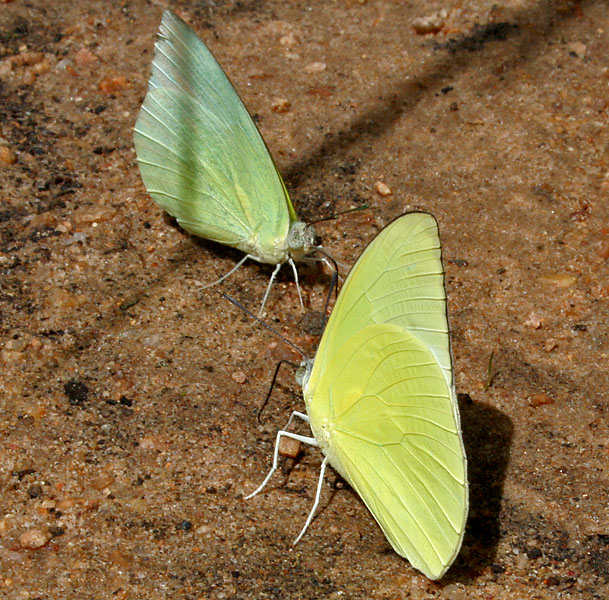